# Peruvian Times
Peruvian Times, cuyo nombres oficial es Andean Air Mail & Peruvian Times, es un periódico digital en idioma inglés creado en los años 1940 para recoger las noticias referentes al Perú. Es el diario de lengua inglesa aún en circulación más antiguo de América del Sur.

## Historia

### Primeros años
El diario originalmente comenzó en formato físico por orden de CN Griffis, un periodista estadounidense radicado en el Perú y que había trabajado como corresponsal de la agencia de noticias norteamericana The West Coast Leader, así como también de otros medios extranjeros como The London Times, Reuters, The Chicago Tribune, entre otros.
Griffis planteó la idea del diario luego de que The West Coast Leader lo retirara debido a la censura de grupos de lobby pronazis en Sudamérica, debido al abierto apoyo de Griffis a los Aliados.
Griffis junto a su equipo remanente de la desaparecida rama peruana de la agencia corresponsal The West Coast Leader se trasladaron a una cuadra de la plaza San Martín de Lima y tomaron el nombre de Andean Air Mail & Peruvian Times.

### Dictadura de Juan Velasco Alvarado
El Gobierno Revolucionario de la Fuerza Armada tutelado por Juan Velasco Alvarado ordenó confiscar las imprentas de Peruvian Times luego de que una nota periodística del diario fuera contra la propaganda ultranacionalista al mostrar que en las negociaciones con Japón para la construcción del Oleoducto Norperuano se había contratado a un árbitro de nacionalidad británica. La posición chauvinista y antiinglesa del velasquismo debía seguir manteniendo la fachada de que en las negociaciones el gobierno peruano tenía pleno dominio.

### Reorganización
Entre finales del siglo XX e inicios del siglo XXI el periódico físico dejó de circular, y en general la empresa se puso en pausa, posteriormente la editorial Eleanor Griffis relanzó Peruvian Times como un periódico digital sobre noticias peruanas dirigido a la anglosfera.

## The Lima Times
Fue creado como un anexo autónomo de Peruvian Times para cubrir información relevante sobre Lima metropolitana. Ganó el premio María Moors Cabot por artículos referentes a la época del terrorismo y a la situación de los derechos humanos en Perú durante esos años.